# Phallaceae
Famille

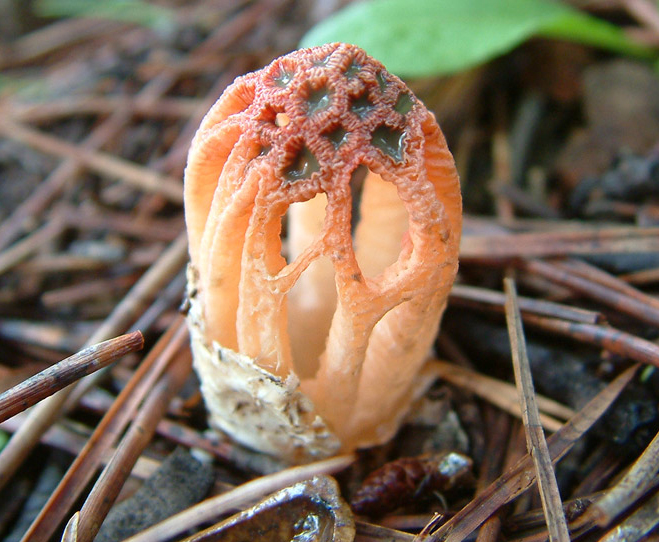
Colus hirudinosus

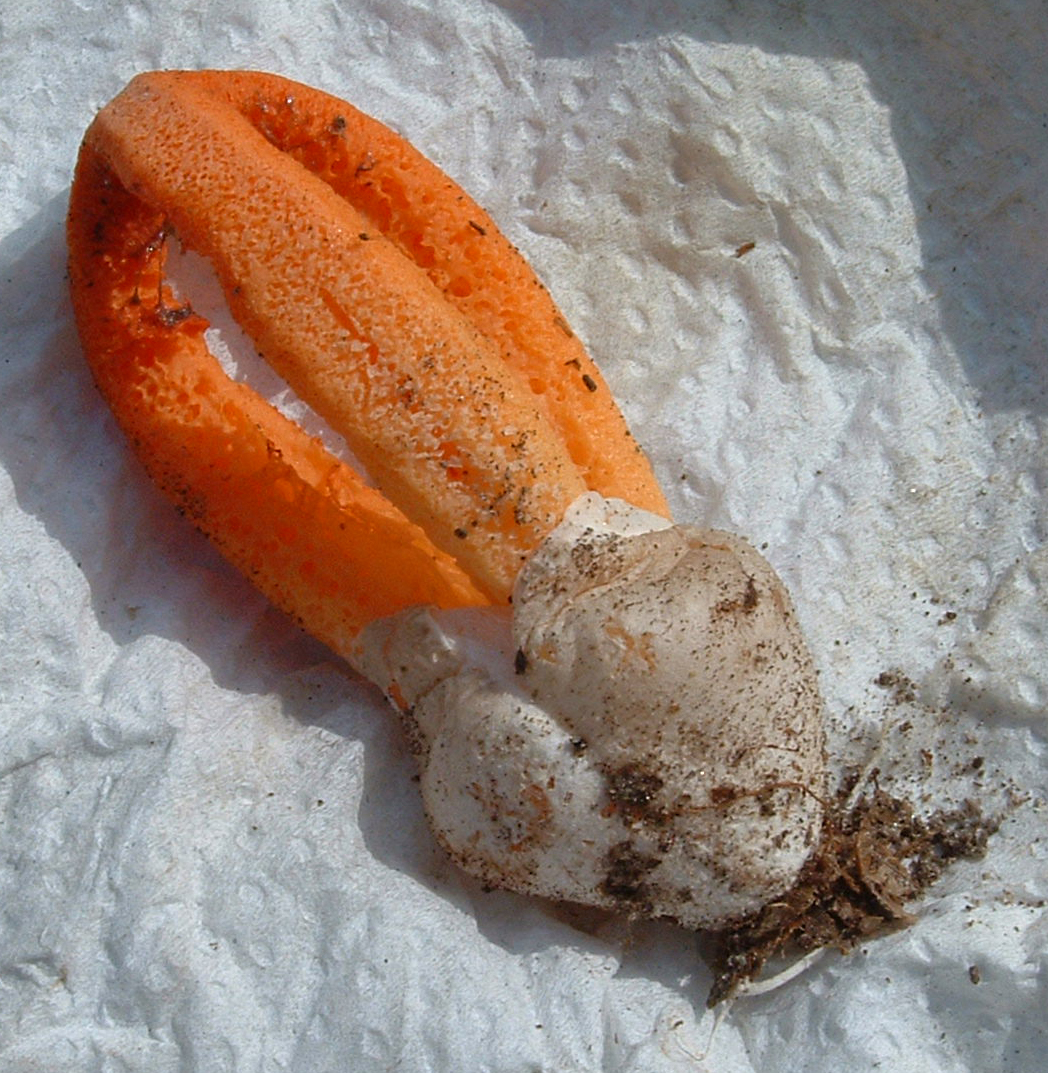
Clathrus columnatus

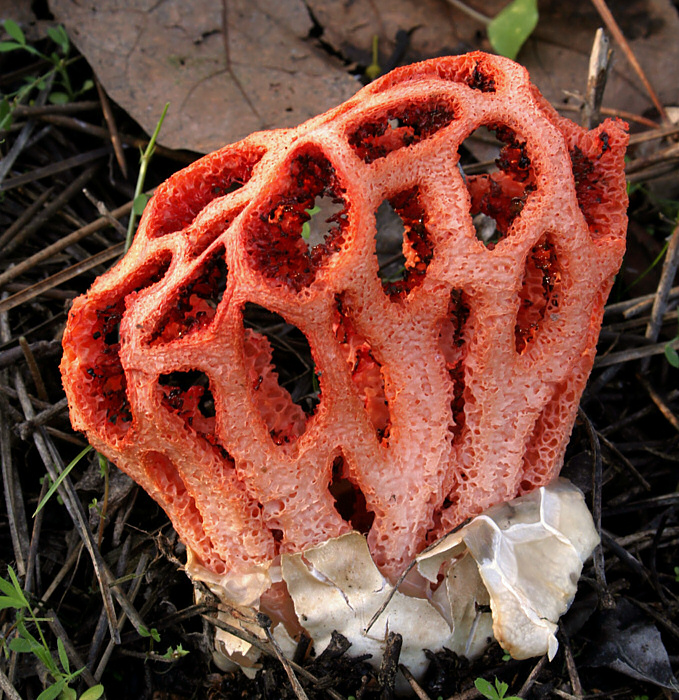
Clathrus ruber

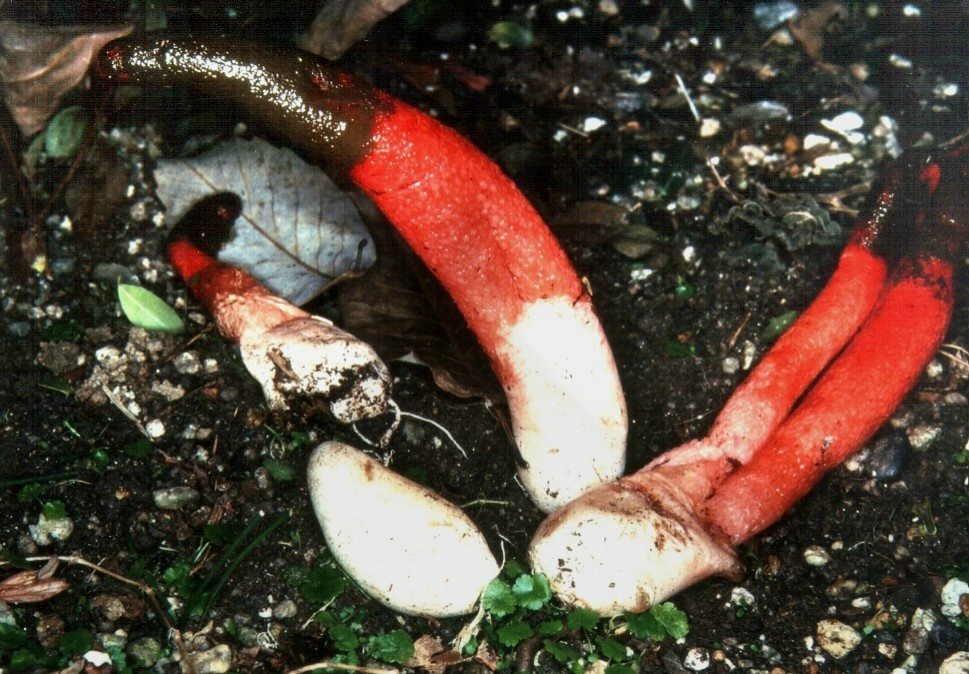
Mutinus elegans, Takatsuki au Japon

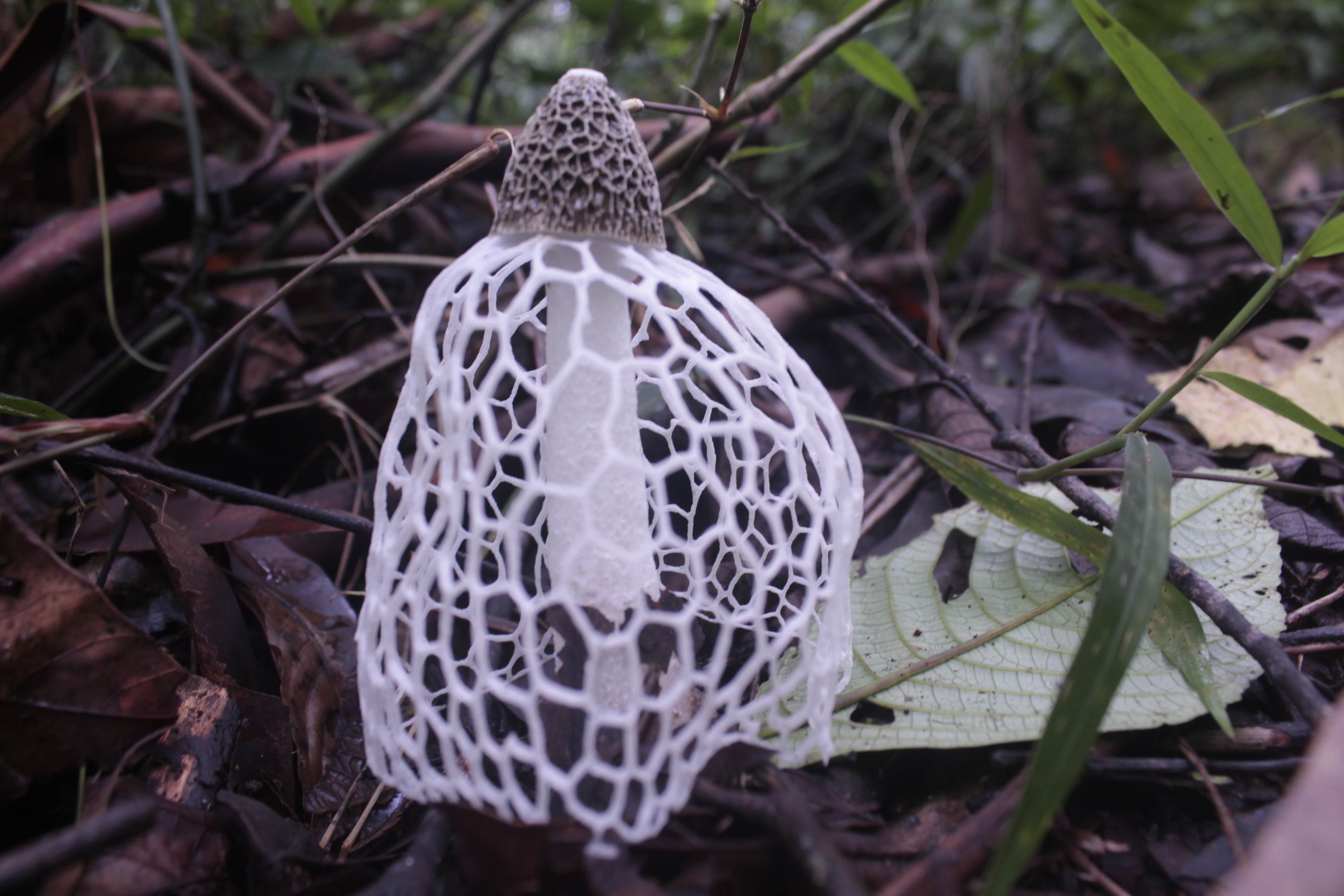
Un phallaceae dans le parc national du mont Cameroun.

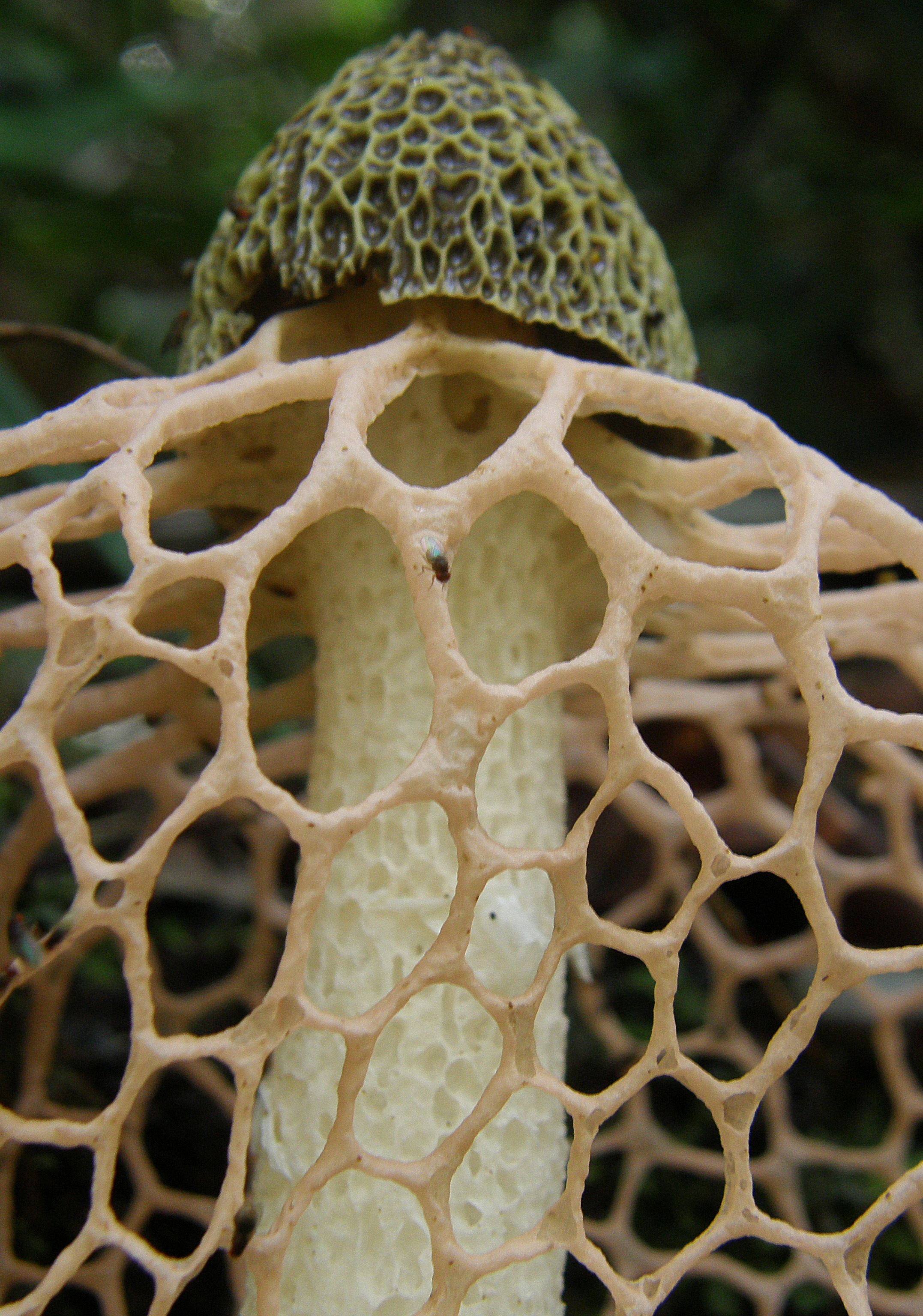
Bridal Veil Stinkhorn (Phallus indusiatus)

Les Phallaceae (Phallacées) sont une famille de champignons  de l'ordre des Phallales.

## Classification phylogénique
- Agaricomycetes
  - Phallomycetidae
    - Clade des Geastrales
    - Clade des Gomphales
    - Clade des Hysterangiales
    - Clade des Phallales
      - Claustulaceae
      - Phallaceae
        - Phallus impudicus - Satyre puant

  - Agaricomycetidae

## Classification linnéenne
Réceptacle cylindracé, phallique. Gleba formée sur la partie externe
Longtemps rattachés aux Lycoperdons, mais leur constitution est plus élaborée. Les Phallus, par exemple, naissent dans un péridium en forme d’œuf, de consistance gélatineuse. En se développant, la partie blanche et dure se détend en un corps caverneux portant au sommet le capuchon verdâtre (l’hyménium) déjà visible dans l’œuf. 

### Liste des genres de la famille desPhallaceae

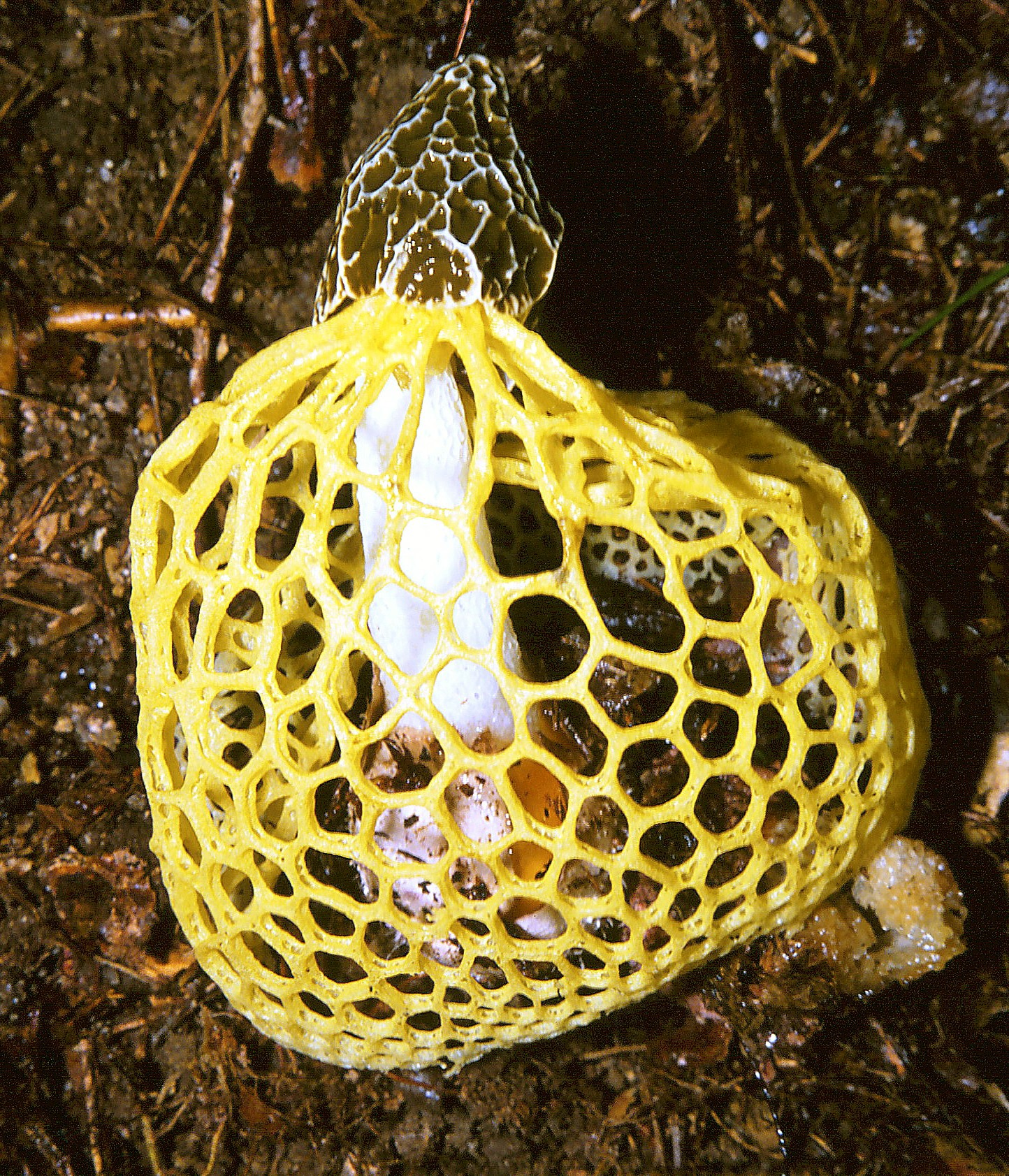
Satyre voilé forme jaune (Japon)

Elle se compose de 23 genres.
- Genre Anthurus
  - Anthurus muellerianus
- Genre Aporophallus
  - Aporophallus subtilis
- Genre Aseroë
  - Aseroë floriformis
  - Aseroë rubra
- Genre Blumenavia
  - Blumenavia angolensis
  - Blumenavia rhacodes
  - Blumenavia toribiotalpaensis
- Genre Calvarula
  - Calvarula excavata
- Genre Clathrus
  - Clathrus archeri
  - Clathrus bicolumnatus
  - Clathrus chrysomycelinus
  - Clathrus columnatus
  - Clathrus ruber
- Genre Colus
  - Colus hirudinosus
- Genre Echinophallus
  - Echinophallus lauterbachii
- Genre Endophallus
  - Endophallus yunnanensis
- Genre Ileodictyon (en)
  - Ileodictyon cibarium (en)
  - Ileodictyon gracile
- Genre Itajahya
  - Itajahya galericulata
- Genre Kobayasia
  - Kobayasia nipponica
- Genre Laternea
  - Laternea columnata
  - Laternea triscapa
- Genre Ligiella
  - Ligiella rodrigueziana
- Genre Lysurus
  - Lysurus cruciatus
  - Lysurus gardneri
  - Lysurus mokusin
- Genre Mutinus
  - Mutinus bambusinus
  - Mutinus borneensis
  - Mutinus caninus
  - Mutinus cartilagineus
  - Mutinus elegans
  - Mutinus ravenelii
- Genre Neolysurus
  - Neolysurus arcipulvinus
- Genre Phallus Junius ex L., 1758
  - Satyre voilé forme jaune (Japon)Phallus hadriani
  - Phallus impudicus
  - Phallus indusiatus
  - Phallus luteus
  - Phallus rubrovolvatus
  - Phallus minusculus
  - Phallus pygmaeus
- Genre Protuberella
  - Protuberella borealis
- Genre Pseudoclathrus
  - Pseudoclathrus cylindrosporus
- Genre Pseudocolus
  - Pseudocolus fusiformis
  - Pseudocolus garciae
- Genre Simblum
  - Simblum texense
- Genre Staheliomyces
  - Staheliomyces cinctus